# Andrea Castellani
Andrea Castellani (L'Aquila, 15 maggio 1972) è un ex rugbista a 15 e allenatore di rugby a 15 italiano.

## Biografia
Cresciuto nell'Aquila, squadra nella quale vinse il campionato al termine della stagione 1993/94 battendo il favorito Milan, entrò a far parte della Nazionale italiana guidata da Georges Coste nel 1994, esordendo contro la Rep. Ceca nella partita vinta dall'Italia con il miglior scarto della sua storia, 104-8 a Viadana.
Coste lo inserì anche tra i convocati alla Coppa del Mondo di rugby 1995 in Sudafrica, senza tuttavia mai schierarlo.
Nel 1996 passò al Benetton Treviso in cui, nell'unica stagione di permanenza, vinse il suo secondo titolo nazionale; tornò poi all'Aquila per un'altra stagione e, infine, si trasferì nel 1998 alla Rugby Roma, con cui nel 2000 vinse il suo terzo campionato, sempre con una squadra differente.
Prese parte alla infelice spedizione alla Coppa del Mondo di rugby 1999 in Galles (tre incontri, tre sconfitte l'ultima delle quali 3-101 contro la Nuova Zelanda).
Dentista di professione, dopo il ritiro dall'attività agonistica allenò fino al 2008 la Capitolina di Roma, in qualità di assistente di Massimo Mascioletti che già fu il suo tecnico all'Aquila ai tempi dello scudetto e in Nazionale alla Coppa del Mondo.

## Palmarès
- Campionati italiani: 3
L'Aquila: 1993-94
Benetton Treviso: 1996-97
Rugby Roma: 1999-2000